# Diriliş: Ertuğrul
Diriliş: Ertuğrul (тур. Васкрсење: Ертугрул) турска је телевизијска серија, снимана од 2014. до 2019.

## Синопсис
У 13. веку свет је тражио моћ. Темплари и Монголи су желели део Анадолије коју су Турци освојили 1071. године. Освојили су Медитеран, регију Црног мора, Балкан, Кавказ и Месопотамију па су тражили нова подручја за окупацију. У овом хаосу Ертугрул је тражио домовину за своје становништво од 400 шатора.
Људи из племена Каји који су били бескућници, годинама су тражили Ертугрулову помоћ. Ертугрул је много ратовао, Витезови Темплари и брутални Монголи су били његови највећи непријатељи. Ертугрул је захваљујући свом стрпљењу и амбицији поразио своје непријатеље и нашао домовину за људе из племена Каји.
У том племену створено је једно велико царство, Османско царство. Ертугрул је много научио од Ибн Арабија и следио је своје снове. Ертугрул и његови ратници покренуће низ догађаја, који ће касније довести до оснивања Османског царства.

## Сезоне
| Сезона | Сезона | Број епизода   | Приказивање у Турској                |
| ------ | ------ | -------------- | ------------------------------------ |
|        | 1      | 26 (1 – 26)    | 10. децембар 2014 — 17. јун 2015. () |
|        | 2      | 35 (27 – 61)   | 30. септембар 2015 — 8. јун 2016. () |
|        | 3      | 30 (62 – 91)   | 26. октобар 2016 — 14. јун 2017. ()  |
|        | 4      | 30 (92 – 121)  | 25. октобар 2017 — 6. јун 2018. ()   |
|        | 5      | 29 (122 — 150) | 7. новембар 2018 — 29. мај 2019. ()  |

## Улоге
| Глумац                                     | Улога                | Сезоне        | Опис лика                                                                          |
| ------------------------------------------ | -------------------- | ------------- | ---------------------------------------------------------------------------------- |
| Енгин Алтан Дузјатан                       | Ертугрул Гази        | 1, 2, 3, 4, 5 | Вођа једног дела племена Каји и храбар ратник.                                     |
| Кан Ташанер                                | Гундогду             | 1, 2, 5       | Вођа другог дела племена Каји и Ертугрулов старији брат.                           |
| Хулија Дарџан                              | Хајме Хатун          | 1, 2, 3, 4, 5 | Ертугрулова мајка.                                                                 |
| Џемал Хунал                                | Командант Арес/Ахмет | 3, 4          | Бивши византијски гувернер који је прешао на Ертугрулову страну и постао муслиман. |
| Бурак Хаки                                 | Султан Алеадин       | 3, 4          | Бивши султан Иконијског султаната.                                                 |
| Куршат Алниачик                            | Урал-бег             | 3             | Злонамерни син вође племена Чавдара Џандар-бега.                                   |
| Џем Учан                                   | Алијар-бег           | 3             | Добронамерни син вође племена Чавдара Џандар-бега.                                 |
| Угур Гунеш                                 | Тугтекин             | 2             | Ертугрулов брат од ујака.                                                          |
| Сердар Гокхан                              | Сулејман Шах         | 1             | Бивши вођа племена Каји и Ертугрулов отац.                                         |
| Дидем Балчин                               | Селџан Хатун         | 1, 2, 5       | Гундогдуова супруга.                                                               |
| Есра Билгич                                | Халиме Хатун         | 1, 2, 3, 4    | Ертугрулова супруга.                                                               |
| Чагдаш Онур Озтурк                         | Василијус            | 3             | Убијени византијски гувернер.                                                      |
| Гулсим Али                                 | Аслихан              | 3, 4          | Ћерка вође племена Чавдара Џандар-бега и Тургутова друга супруга.                  |
| Арда Анарат (1-2) Батухан Караџакаја (3-4) | Дундар-бег           | 1, 2, 3, 4    | Ертугрулов и Гундогдуов млађи брат.                                                |
| Џенгиз Џошкун                              | Тургут               | 1, 2, 3, 4, 5 | Најбољи Ертугрулов пријатељ и вођа племена Чавдар.                                 |
| Нуретин Сонмез                             | Бамси                | 1, 2, 3, 4, 5 | Ертугрулов пријатељ и ратник.                                                      |
| Џавит Четин Гунер                          | Доган                | 1, 2, 3       | Убијени Ертугрулов пријатељ и ратник.                                              |
| Ариф Дирен                                 | Гундуз               | 2, 3, 4, 5    | Ертугрулов најстарији син.                                                         |
| Јигит Мерген                               | Савџи                | 3, 4, 5       | Ертугрулов други син.                                                              |
|                                            | Осман                | 4, 5          | Ертугрулов најмлађи син и будући оснивач и први султан Османског царства.          |
| Бариш Багџи                                | Нојан                | 2, 4          | Монголски генерал.                                                                 |